# Se morisse mio marito
Se morisse mio marito (titolo originale Lord Edgware Dies) è un romanzo giallo di Agatha Christie scritto nel 1933. È il settimo libro dell'autrice con il personaggio di Hercule Poirot come protagonista.

## Trama
Poirot è a cena in un ristorante con il capitano Arthur Hastings, suo amico e collaboratore. Ad un tratto vengono avvicinati dalla celebre attrice Jane Wilkinson che desidera parlare di un suo problema col famoso investigatore. L'attrice confessa a Poirot il desiderio di separarsi dal vecchio ed eccentrico marito Lord Edgware che però rifiuta il divorzio. La diva afferma inoltre che sarebbe disposta a ricorrere a qualsiasi mezzo pur di ottenere la separazione e chiede poi a Poirot di convincere suo marito a concederle il divorzio. Quando lui, piuttosto riluttante, va dall'uomo con quest'incarico, Lord Edgware gli dice che ha già accordato il divorzio e ha scritto sei mesi fa una lettera indirizzata a Hollywood a Jane per comunicarglielo. Più tardi, la donna afferma di non aver mai ricevuto tale lettera. Il giorno seguente, Lord Edgware viene trovato assassinato e il Capo Ispettore Japp mette al corrente Poirot del fatto che Jane si fosse recata nottetempo a casa di Lord Edgware. Il maggiordomo l'aveva fatta entrare e la donna si era diretta immediatamente nella biblioteca del marito, pugnalato all nuca tramite un oggetto affilato. Ma nel giornale del giorno c'è un articolo su un ricevimento, al quale ha preso parte proprio Jane Wilkinson. Al party c'erano tredici invitati, uno di questi ha detto che la sfortuna si sarebbe abbattuta sul primo che si fosse alzato da tavola ed è stata proprio Jane a farlo. Un altro degli ospiti è Donald Ross. La polizia non riesce a risolvere il caso.
Più tardi, l'attrice Carlotta Adams viene trovata morta per overdose di Veronal. Sul luogo del delitto c'è una misteriosa scatoletta d'oro che conteneva la polvere fatale. L'incisione diceva: Da D, Parigi, novembre. Poirot cerca di capire il significato della frase e di raccogliere qualche indizio. Ad un altro party, a cui partecipa Jane Wilkinson, viene tirato fuori l'argomento di Paride (in inglese Paris, quindi uguale anche alla capitale francese), e la presente Lady Edgware pensa che Donald Ross si riferisca alla capitale della Francia, non al personaggio mitologico. Ross non riesce a comprendere come mai all'altro ricevimento a cui avevano partecipato insieme, Jane conoscesse molto bene la mitologia e adesso invece no. Ross chiama quindi Poirot per informarlo ma, prima che possa dire che cosa ha scoperto, viene pugnalato.
Alla fine del libro, si scopre che è Jane Wilkinson l'assassina: ha pagato Carlotta Adams per fingere di essere lei la sera del ricevimento. Le due donne non potevano cambiarsi nelle loro camere, quindi Carlotta si finge la signora Van Dusen e prenota una camera d’hotel dove le due donne si cambiano: Carlotta si traveste da Jane e Jane va a casa di Lord Edgware: dopo aver ucciso il Lord, quest’ultima si reca a Euston dove si traveste da Carlotta per riprendere le sue cose. Lì, la falsa Carlotta (cioè Lady Edgware), scopre una lettera incriminante alla sorella, e la strappa cambiando il soggetto da “Lei” a “Lui”; poi mette il Veronal nella scatolina dorata con la scritta “Parigi” in modo da far credere che Carlotta ne fosse dipendente (La donna aveva fatto creare la scatola la settimana prima, ma Japp si reca nel negozio e scopre che la scritta “Novembre” vi era stata apposta solo per creare confusione). A cena invece, Carlotta era un'esperta in mitologia greca, per questo ne ha parlato a lungo con Ross. Per verificare che il travestimento stia reggendo, la vera Lady Edgware chiama Carlotta e chiede di Lady Edgware, la quale risponde di sì. Più tardi, Jane si traveste da signora Van Dusen, e ritorna nella sua camera d'albergo con Carlotta. Jane fa scivolare nel bicchiere di Carlotta del Veronal, mentre la sta pagando. Alla colazione della signora Widburn, quando Jane capisce di aver fatto una gaffe con Donald Ross inducendolo a sospettare che la Wilkinson vista alla festa non era la vera attrice, la donna decide di ucciderlo. Jane ha ucciso il marito perché voleva sposarsi con il Duca di Merton, un cattolico che non avrebbe preso in moglie una donna divorziata. Nell'ultimo capitolo, la Wilkinson prima della sua esecuzione capitale scrive una lettera a Poirot dove ritiene di essere intelligente, al contrario di quello che tutti pensano di lei, e di essere la migliore assassina.

## Personaggi
- Hercule Poirot, detective belga
- Arthur Hastings, fedele amico di Poirot
- Jane Wilkinson, diva del cinema e seconda moglie di Lord Edgware.
- Lord Edgware, aristocratico
- Geraldine Marsh, figlia di primo letto di Lord Edgware.
- Ronald Marsh, nipote diseredato di Lord Edgware.
- Signorina Carroll, segretaria di Lord Edgware.
- Alton, cameriere pregiudicato di Lord Edgware. Dopo l'omicidio fugge da casa Edgware
- Carlotta Adams, amica di Jane Wilkinson e intima di Ronald Marsh, seconda vittima. (Il personaggio di Carlotta Adams si rifà a Ruth Draper, nota attrice degli anni trenta)
- Jenny Driver, amica di Carlotta Adams e fidanzata di Bryan Martin.
- Bryan Martin, celebre attore, spasimante di Jane Wilkinson ma fidanzato di Jenny Driver
- Ellis, cameriera di Jane Wilkinson.
- Duca di Merton, amante di Jane Wilkinson, ricchissimo.
- Duchessa di Merton, madre del duca e nemica di Jane Wilkinson.
- L'ispettore capo James Japp.
- Donald Ross, terza vittima

## Adattamenti
- Lord Edgware Dies, 1934, film di Henry Edwards con Austin Trevor, Jane Carr, Richard Cooper, John Turnbull e Leslie Perrins.
- Agatha Christie: 13 a tavola (Thirteen at Dinner), 1985, film televisivo di Lou Antonio con Peter Ustinov, Jonathan Cecil, Faye Dunaway, David Suchet e Bill Nighy.
- Se morisse mio marito (Lord Edgware Dies), 2000, episodio di Brian Farnham con David Suchet, Hugh Fraser, Philip Jackson, Pauline Moran e Fiona Allen.[1]
- Il coltello sul collo (Le Couteau sur la nuque), 2012, episodio della serie Little Murders by Agatha Christie

## Edizioni
- Agatha Christie, Se morisse mio marito, traduzione di Maria Teresa Marenco, collana Oscar Mondadori, Mondadori, 2000,  p. 195, ISBN 88-04-39728-4.